# Delia Scala
Delia Scala (eigtl. Odette Bedogni; * 9. September 1929 in Bracciano; † 15. Januar 2004 in Livorno) war eine italienische Tänzerin und Schauspielerin.

## Leben
Scala nahm schon seit dem Kindesalter Ballettunterricht an der Mailänder Teatro alla Scala, was nach Abschluss auch in ihrem Künstlernamen zum Ausdruck kommt. Nach verschiedenen Auftritten in Musicals und musikalischen Komödien ging sie zum jungen italienischen Fernsehen, wo sie ab 1956 bis weit ins nächste Jahrzehnt in vielen Shows mitwirkte und einer der größten Stars des relativ jungen Mediums wurde. Bis dahin war sie bereits in über 30 Filmen, meist Komödien und Revuefilme, aufgetreten. Späten Erfolg brachte die TV-Miniserie Casa Cecilia (1982/83).
Scala nahm auch einige Platten auf.
Ihr Privatleben war weniger glücklich. Im Alter von 15 Jahren wurde sie, während des Zweiten Weltkrieges, mit einem griechischen Offizier verheiratet, von dem sie sich zwei Jahre später trennte (die Ehe wurde 1956 annulliert). Mitte der 1950er Jahre begleiteten die Medien intensiv ihre Beziehung zu Formel-1-Fahrer Eugenio Castellotti, bis der Rennfahrer 1957 tödlich verunglückte. Zehn Jahre später heiratete Scala Piero Giannotti, der 1982 starb. Seit 1985 war sie mit dem Industriellen Arturo Fremura verheiratet. Mit ihm lebte sie bis zu seinem Tod zusammen; er starb 2001 an einem Krebsleiden. 1970 war bei Scala Brustkrebs diagnostiziert worden, der nach langjährigem Verschwinden 2002 wieder auftrat und schließlich zu ihrem Tode führte.

## Filmografie (Auswahl)
- 1948: Kritische Jahre (Anni difficili)
- 1950: Ein Hundeleben (Vita da cani)
- 1951: Ich liebe einen Mörder (Amo un assassino)
- 1951: Messalina (Messalina)
- 1951: Zorro, der Held (Il sogno di Zorro)
- 1952: Es geschah Punkt 11 (Roma ore 11)
- 1954: Vor der Sintflut (Avant le déluge)
- 1954: Wenn es Nacht wird in Paris (Touchez pas au grisbi)
- 1954: Sieben süße Sünden (J'avais sept filles)
- 1956: Liebe unter heißem Himmel (Gobbiah, mon amour)
- 1959: Terror in Oklahoma (Il terrore dell'Oklahoma)

## Fernsehshows
- Lui e lei
- Canzonissima
- Smash
- Delia Scala story
- Signore e signora